# John Joseph (Sänger)

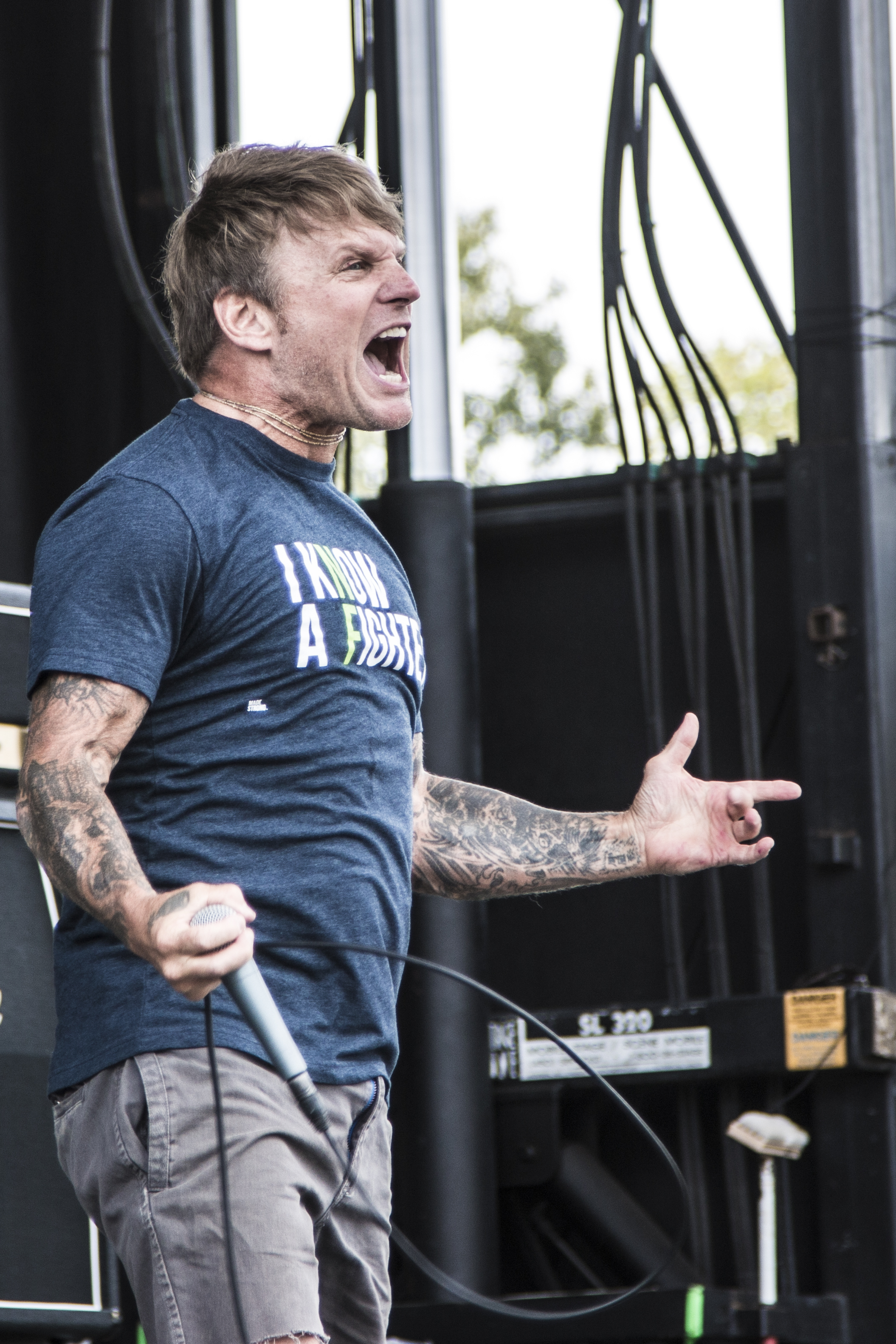
John Joseph, 2015

John Joseph (* 3. Oktober 1962 in New York City als John Joseph McGowan), auch bekannt als John Bloodclot, ist ein US-amerikanischer Punk- und Hardcore-Punk-Sänger und Autor, der vor allem durch die Cro-Mags bekannt wurde.

## Leben
John Joseph wuchs als Waisenkind in den Straßen von New York City auf und kam Ende der 1970er/Anfang der 1980er Jahre zur Punkszene. Er war Gründungsmitglied der New Yorker Hardcore-Punkband Cro-Mags und in ständige Auseinandersetzungen mit Bassist Harley Flanagan verwickelt. Durch den Einfluss von HR, Sänger der Bad Brains, fand er zur Spiritualität und schließlich zum Krishna-Glauben, der seitdem die Texte der Cro-Mags bestimmte. Er wurde außerdem Vegetarier und später Veganer und brachte diese Lebenseinstellung mit in den Hardcore-Punk der New Yorker Szene.
Ende der 1980er verließ er im Streit die Cro-Mags und verdingte sich als Roadie der Bad Brains. Eine Reunion der Cro-Mags in den 1990ern scheiterte wieder an den Streitigkeiten der beiden Mitglieder. Seit 2008 tourt Joseph nach mehreren Jahren der Namensstreitigkeiten als Cro-Mags mit einer neuen Besetzung durch die Vereinigten Staaten. Ein neues Album ist derzeit in Planung.
In den 1990er Jahren war Joseph Sänger der Hardcore-Punk-Band Both Worlds.
Neben seiner musikalischen Tätigkeit veröffentlichte Joseph 2007 die Autobiografie The Evolution of a Cro-Magnon. Er trat außerdem in den Dokumentarfilmen New York Hardcore und American Hardcore auf. Er leitet außerdem ein Gesundheitszentrum in New York. 2010 erschien das Buch Meat is for Pussies, das sich mit veganer Ernährung, Training und Gesundheit befasst.

## Werke
- The Evolution of a Cro-magnon. PUNKHOuse 2007. ISBN 978-0980065701
- Meat is for Pussies. Crush Books 2010. ISBN  978-0982715604
- The PMA Effect.  Loud Speaker Publishing 2018. ISBN  978-0998344744

## Diskografie
Mit Cro-Mags
- 1986: The Age of Quarrel (Profile Records)
- 1992: Alpha Omega (Century Media)
- 1993: Near Death Experience (Century Media)

Mit Both Worlds
- 1996: Beyond Zero Gravity (EP, Another Red Planet)
- 1998: Memory Rendered Visible (Roadrunner Records)

Mit Bloodclot
- 2008: Burn Babylon Burn! (Eigenproduktion; damalige Schreibweise des Bandnamens war Bloodclot!)
- 2017: Up in Arms (Metal Blade Records)
- 2022: Souls (Album, Upstate Records)

Gastbeiträge
- 1989: Bad Brains – Quickness (Hintergrundgesang)
- 1999: Neurosis – Times of Grace (Studiotechniker)
- 2008: Antidote – Thou Shalt Not Kill (7’’, Hintergrundgesang)